# Chrapowizkibrücke (Sankt Petersburg)
Die Chrapowizkibrücke (russisch Храповицкий мост Chrapowizki most) ist eine Stahlbetonbogenbrücke in Sankt Petersburg, die den Fluss Moika überspannt und im Stadtbezirk Admiralteiski liegt. Der Verkehr fließt vom Admiralitätskanalsdamm zur Pissarewstraße. Die Chrapowizkibrücke ist eine der insgesamt fünfzehn Brücken über die Moika und gehört zu den vier sogenannten „farbigen“ Brücken (Blaue, Gelbe, Grüne und Rote Brücke). Von 1738 bis 1753 wurde die Brücke wegen ihres Anstrichs „Gelbe Brücke“ genannt. Ab 1753 trug die Brücke nach der hier seit 1740 ansässigen Galerny-Werft den Namen „Galernybrücke“ oder „Schiffsbrücke“. Seit 1770 wird die Brücke nach Alexander Wassiljewitsch Chrapowizki (russisch Александр Васильевич Храповицкий, wiss. Transliteration Aleksandr Vasil'evič Chrapovickij) benannt, der in der Nähe sein Herrenhaus hatte.

## Baugeschichte
Seit 1737 existierte am heutigen Standort eine Holzbalkenbrücke, die mehrmals (1875, 1894) repariert wurde. 1907 wurde die Brücke umgebaut und 1935 abermals repariert. Während des Deutsch-Sowjetischen Kriegs wurde die Brücke 1941/42 wiederholt durch deutschen Artilleriebeschuss beschädigt. Die heutige Stahlbetonbrücke wurde zwischen 1965 und 1967 errichtet.